# Мелентьевский сельсовет
Мелентьевский сельсовет — упразднённая административно-территориальная единица, существовавшая на территории Московской губернии и Московской области до 1939 года.
Мелентьевский сельсовет был образован в первые годы советской власти. По данным 1923 года он входил в состав Раменской волости Егорьевского уезда Московской губернии.
По данным 1926 года сельсовет включал деревни Гулынки, Жулёво и Мелентеево.
В 1929 году Мелентьевский с/с был отнесён к Егорьевскому району Орехово-Зуевского округа Московской области.
17 июля 1939 года Мелентьевский с/с был упразднён. При этом его территория (селения Гулынки, Жулёво и Мелентеево) была передана в Волковский с/с.